# Deutsches Sattelschwein

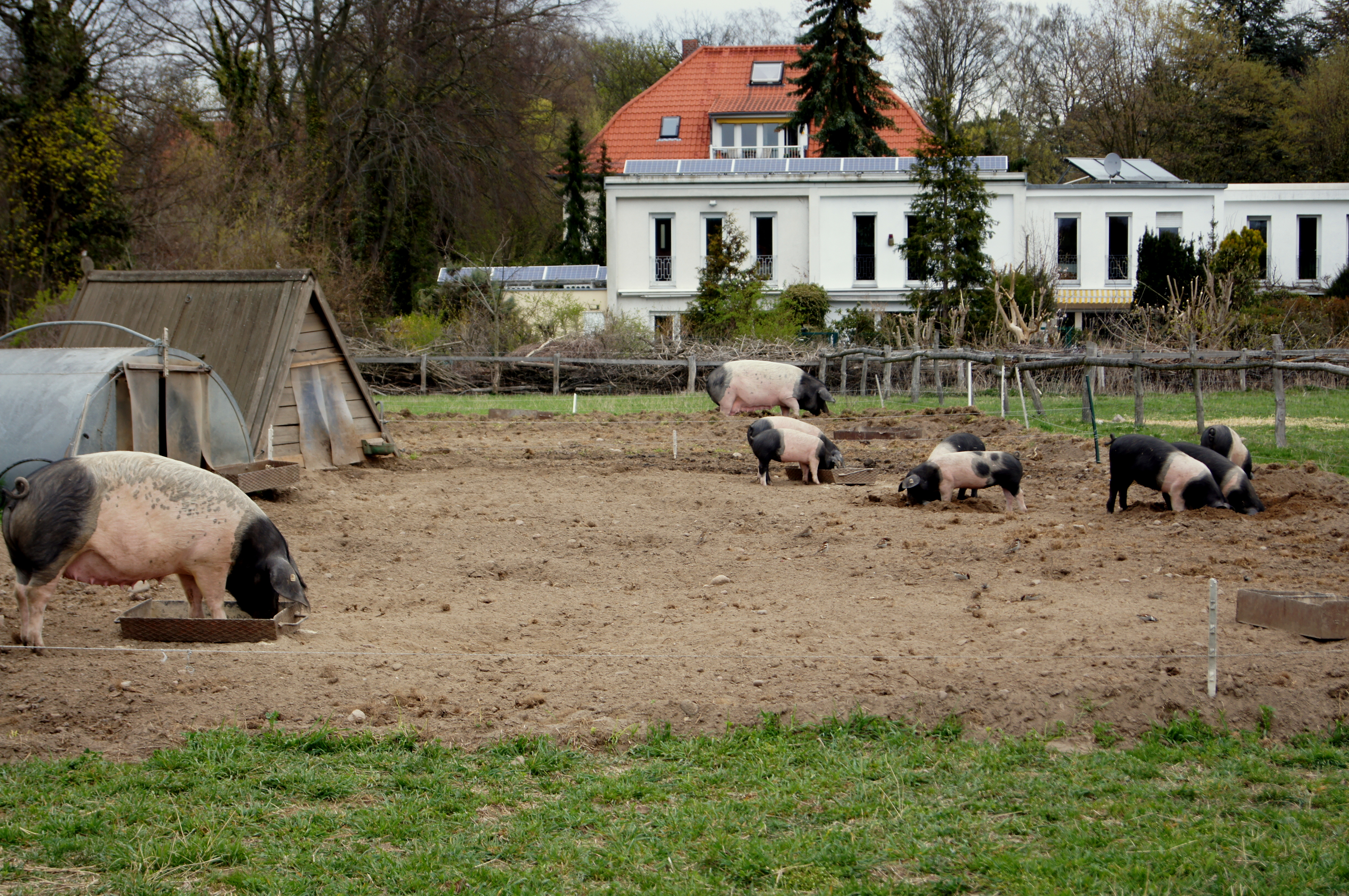
Grupp av Deutsches Sattelschwein på ett friluftsmuseum.

Deutsches Sattelschwein är en ras av tamsvin som har blivit mycket sällsynt.
Rasen avlades fram 1948 i Östtyskland med hjälp av grisar från halvön Angeln i Schleswig-Holstein (Angler Sattelschwein) och andra grisar från Schwäbisch Hall i sydvästra Tyskland. Rasen kännetecknas av svartaktig hud på huvudet samt vid bakdelen och av ett vitaktigt område i mitten, den så kallade sadeln. Kort efter den lyckade aveln var Deutsches Sattelschwein ganska vanlig i Östtyskland med cirka 10 procent av hela grispopulationen i landet. Omkring 1970 förbättrades rasen ytterligare med hjälp av importerade exemplar av ursprungsraserna. Fram till 2007 hade beståndet minskat till 182 exemplar. Fram till 2017 ökade populationen åter till cirka 400 exemplar. De hölls i förbundsländerna Brandenburg, Mecklenburg-Vorpommern och Sachsen.
I genomsnitt är en full utvecklad hona 86 cm lång och väger 300 kg. En kull består av omkring 11 kultingar.